# アウディ・e-tron GT
e-tron GTとはアウディが販売する高級EV車である。

## 概要
2018年のロサンゼルスオートショーでコンセプトモデルである「e-tron GTコンセプト」が初公開された。量産プロトタイプは2020年10月に初公開され、同年12月よりネッカーズルムのベーリンガーホフ工場で量産が開始された。欧州では2021年2月から先行発売され、同年11月に日本市場で発売された。
e-tron GTはポルシェと共同開発したEV専用のJ1プラットフォームを採用しており、タイカンとはプラットフォームを含めて部品の40％を共用する姉妹車である。タイカンとの主な相違点として、e-tron GTは4WDのみラインナップされる点と、リチウムイオンバッテリーの容量が93.4kWhのみである点が挙げられる。
エクステリアはEV時代を見据えたアウディの新しいデザインコンセプトに基づいており、マトリックスLEDヘッドライトやテールランプなどは既存モデルと異なる新設計のデザインが採用される。効率向上のために空力を重視した設計になっており、Cd値は0.24に抑えられた。
2025年のカーボンニュートラル達成というアウディの目標を見据えて、車体にはリサイクル可能な素材が最大限採用されている。シートファブリックにはリサイクル材料を一部に使用した旭化成の合皮「ディナミカ」が使われ、カーペットとフロアマットには100％再生ナイロンの「エコニール」が使われる。また標準装備のアルミホイールは二酸化炭素を直接排出しない精錬方法で製造され、製造に必要なエネルギーも100％クリーンな電力が使われる。

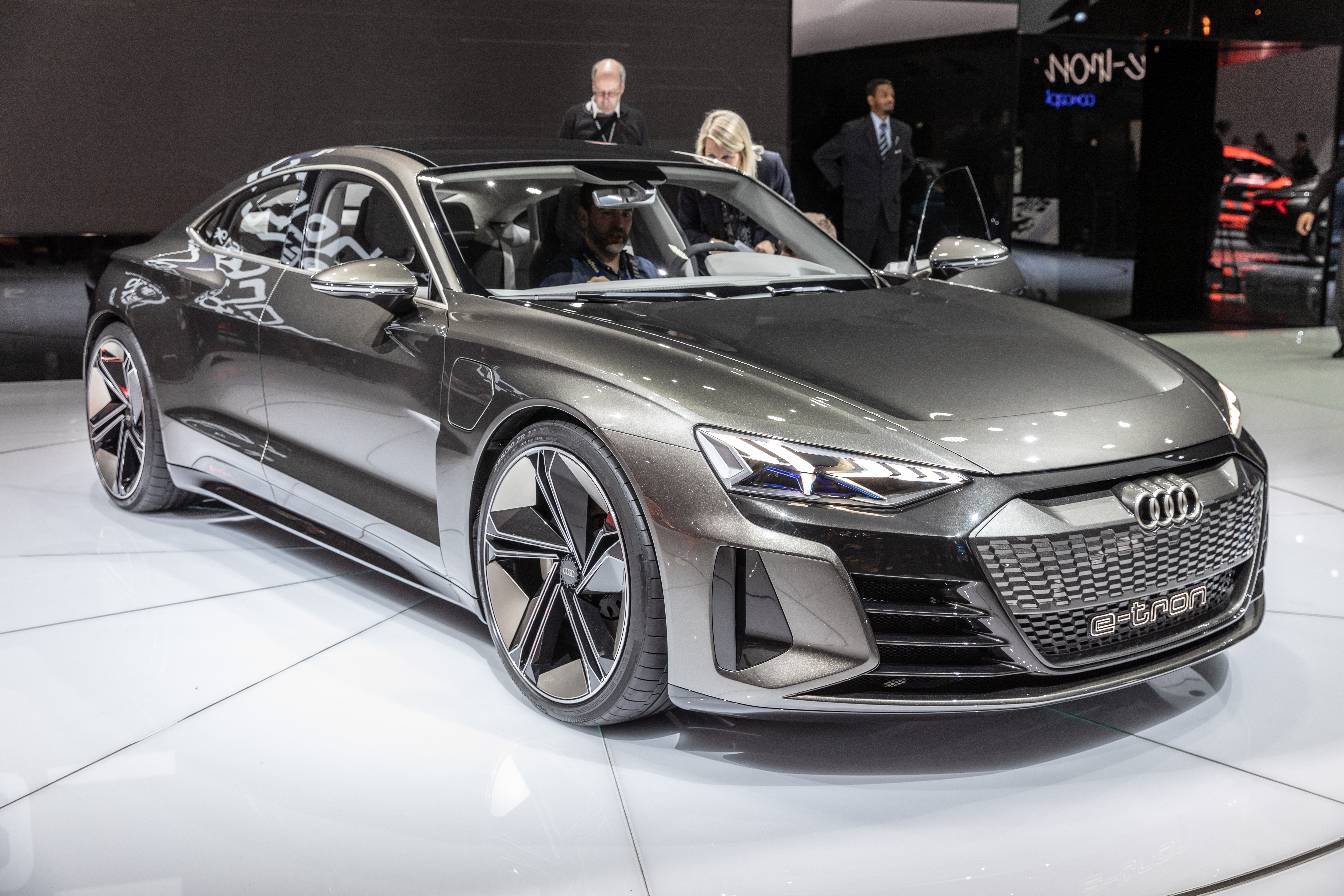
e-tron GTコンセプト
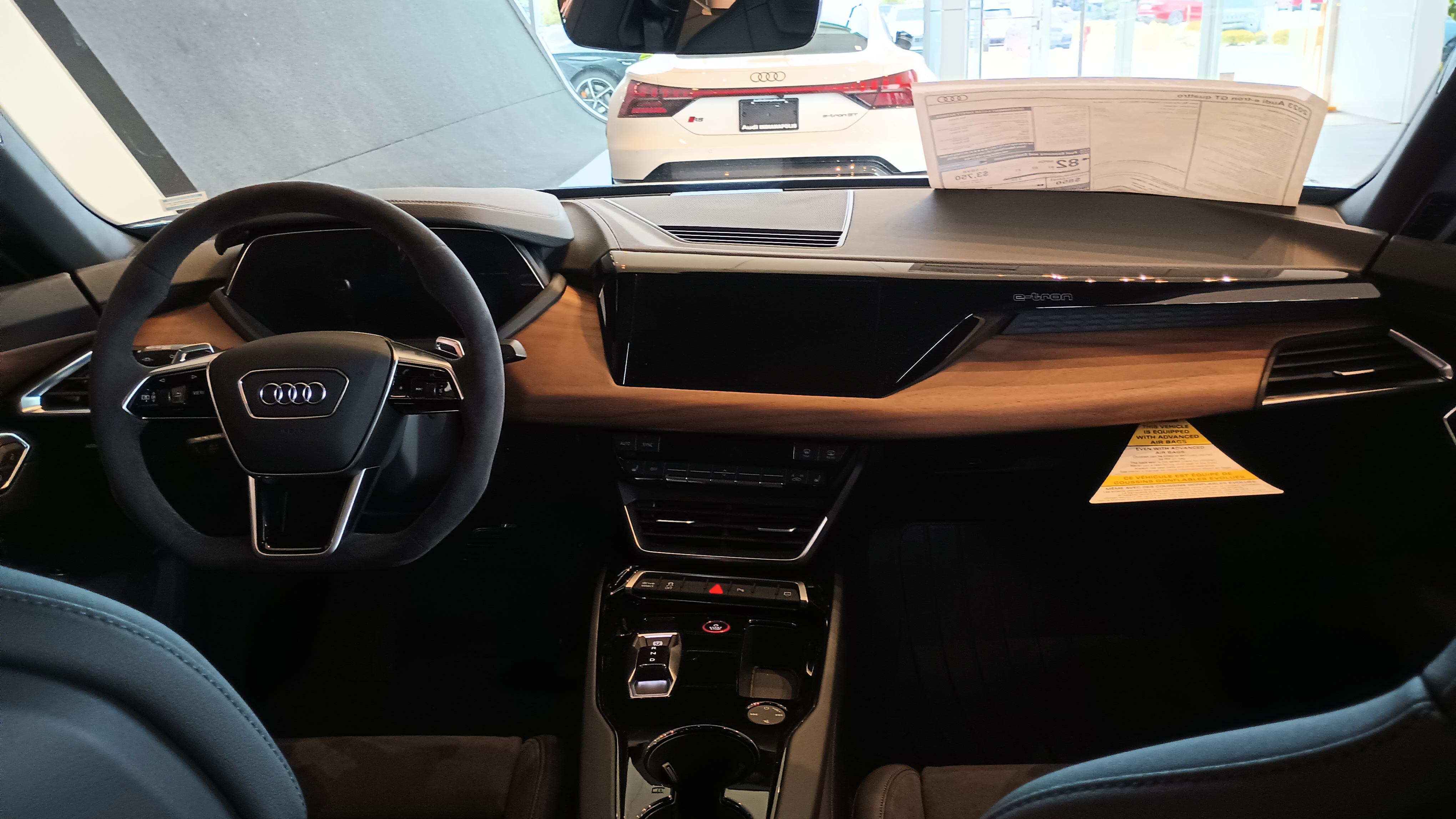
インテリア
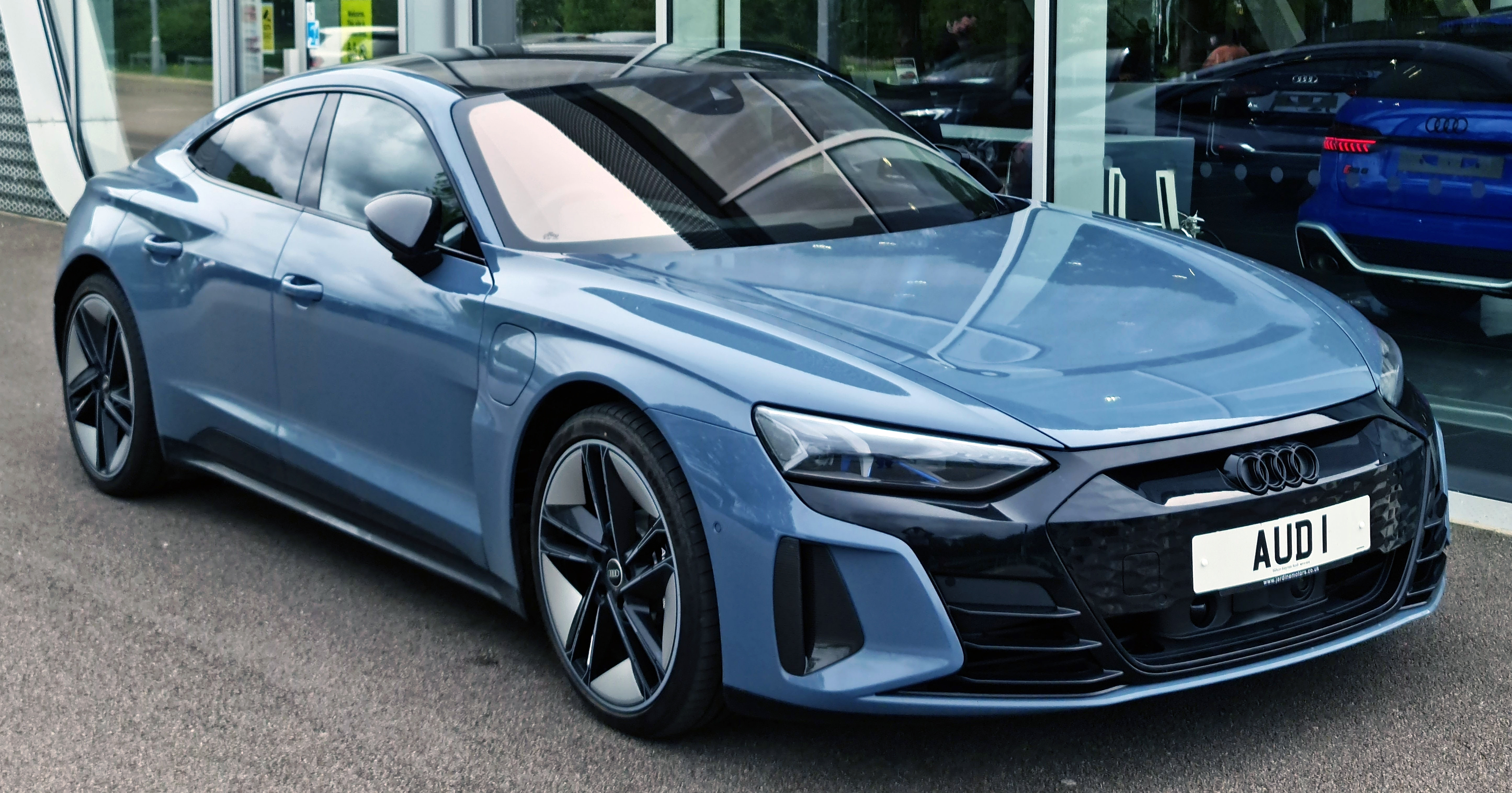
RS e-tron GT

## RS e-tron GT
ラインナップにはハイパフォーマンスモデルである「RS」も追加され、RSの名前を冠する初のEVモデルとなった。
ベースグレードより高出力なモータが搭載され、サスペンションは減衰力制御機能の備わった3チャンバー式エアサスペンションに切り替わる。オプションでリヤステアリングも用意され、最小回転半径が5.5mから5.2mに小さくなるだけでなく、高速走行ではフロントと同位相に操舵することでコーナー時の安定性を増加させている。またRSのみオプションで10kg軽量なカーボンルーフを選択できる。
2023年にはアメリカ市場限定で「project_513/2」が限定75台で発売される。これはRSグレードをベースに初期のテストプロトタイプの外装を再現したモデルで、プロトタイプを再現した専用のラッピングやカラーリングなどが追加される。

## 動力
e-tron GTにはフロントとリヤに1基ずつの同期モータが搭載され、床下に93.4kWhのリチウムイオンバッテリーが配置される。ローンチコントロールを適用すると一時的に出力が増加し、0-100km加速はベースグレードで4.1秒、RSで3.3秒となる。
| モデル            | 販売時期 | 駆動方式 | 最高出力                          | 最大トルク | WTLP航続距離 |
| ----------------- | -------- | -------- | --------------------------------- | ---------- | ------------ |
| e-tron GT quattro | 2021/02- | 4WD      | 350 kW (476 PS) [390 kW (530 PS)] | 640 Nm     | 452-487 km   |
| RS e-tron GT      | 2021/02- | 4WD      | 440 kW (598 PS) [475 kW (646 PS)] | 830 Nm     | 433-472 km   |

- []内はローンチコントロール適用時

## 評価
2022年の世界・カー・オブ・ザ・イヤーでは「ワールド・パフォーマンス・カー」賞を受賞した。また2021年にドイツの自動車雑誌Auto Bildが主催するゴールデン・ステアリング・ホイール賞にて「Most Beautiful Car of the Year賞」を受賞した。